# Комекрудски језици
Комекрудски језици су група могуће сродних језика којима је говорено у најјужнијем делу Тексаса и у североисточном Мексику дуж реке Рио Гранде, од којих је комекрудо најпознатији. Врло мало се зна о овим језицима или народима који су их говорили. Подаци о њима су ограничени на спискове речи које су прикупили европски мисионари и истраживачи. Сви комекрудски језици су изумрли.

## Класификација
Комекрудски језици:
1. Комекрудски (или комекрудојски, комекрудо) (†)
2. Гарзански (или гарза) (†)
3. Мамулички (или мамулике) (†)

## Веза са другим породицама
У класификацији северноамеричких језика Џона Веслија Пауела из 1891, комекрудојски (комекрудо) је сврстан заједно са котонамејским (котонаме) и коавилтекојским (коавилтеко) језиком у хипотетичку коавилтечку породицу.
Џон Рид Свонтон (1915) је поред комекрудског, котонамског, коавилтечког језика, у ову хипотетичку породицу сврстао и каранкавски, тонкавски, атакапски и маратински (маратино) језик.
Едвард Сапир (1920) је прихватио Свонтонов предлог и сврстао хипотетичку коавилтечку породицу у такође хипотетичку хоканску макро-породицу језика.
Након ових предлога, списи који су садржали податке о мамуличком и гарзанском језику су изнети на видело, а Годард (1979) је објавио да има довољно сличности између њих и комекрудског да би се могли сматрати генетски повезаним (чине комекрудску породицу језика). Сродност свих других језика он одбацује.
Манастер Рамер (1996) је преименовао првобитну Пауелову коавилтечку породицу (са 3 језика) у пакаванску, и у њу укључио гарзански и мамулички. Према њему пакавански језици су у даљем сродству са каранкавским и атакапским. Овај предлог је оспорио Кембел, јер сматра да неке од уочених сличности између речи могу бити последица позајмљивања.

### Архиве
- National Anthropological Archives, MS 297: Comecrudo and Cotoname Vocabularies
- National Anthropological Archives, MS 2440: English-Comecrudo Vocabulary
- National Anthropological Archives, MS 4279: Correspondences between the Three Dialects of Coahuiltecan: Cotoname, Comecrudo, and Coahuilteco